# Cybianthus sulcatus
Cybianthus sulcatus är en viveväxtart som först beskrevs av Steyermark, och fick sitt nu gällande namn av G. Agostini. Cybianthus sulcatus ingår i släktet Cybianthus, och familjen viveväxter. Inga underarter finns listade i Catalogue of Life.